# Джокер (серия)
«Джокер» (англ. The Joker) — пятнадцатая серия пятого сезона культового британского телесериала «Мстители» с Патриком Макни и Дайаной Ригг в главных ролях и Питером Джеффри, Рональдом Лейси, Салли Несбитт и Джоном Стоуном в качестве приглашённых звёзд.

## Сюжет
Эмма Пил приглашена в поместье сэра Кавалье, выдающегося эксперта по игре в "Бридж". Когда она оказывается в его резиденции, то вскоре понимает, что попала в ловушку. Стид спешит на помощь.

## В ролях
| Актёр         | Роль                     |
| ------------- | ------------------------ |
| Патрик Макни  | Джон Стид                |
| Дайана Ригг   | Эмма Пил                 |
| Питер Джеффри | Макс Прендергаст         |
| Салли Несбитт | Ола Монси Чамберлен      |
| Рональд Лейси | странный молодой человек |
| Джон Стоун    | майор Джордж Фэнси       |

## Интересные факты
- "Джокер" является римейком серии "Не оглядывайся" 3 сезона.
- Композиция "Mein Leibling, Mein Rose" Карла Шмидта в действительности является совместным произведением Лори Джонсона, написавшего музыку, Брайана Клеменса, сочинившего текст и Лео Бирнбаума, осуществившего перевод текста с английского на немецкий. Как ни странно, перевод получился несколько некорректным. Название композиции на немецком языке звучит правильно как "Meine Leibling, Mein Rose". Вокал к композиции был записан Майком Саммесом из группы Mike Sammes Singers[2].

## Производство
Постановочный сценарий серии был готов в марте 1967 года. Съемка серии началась 23 марта 1967 года и была закончена 11 апреля того же года. В создании серии также участвовали режиссеры Лесли Норман и Джон Мокси. Серия была спродюсирована Альбертом Феннелом и Брайаном Клеменсом и исполнительным продюсером Джулианом Уинтлом, в производство была спроектирована Робертом Джонсом.

## Эфир
- Серия впервые транслировалась в Великобритании в Tyne Tees Television регионе в среду 26 апреля 1967 года[5].
- В воскресенье 24 декабря 1995 года сокращенная версия серии отчасти в другой сборке транслировалась на российском телеканале "ТВ6 Москва". Показ не включал рекламные вставки.

## Русский закадровый перевод на киностудии "Фильмэкспорт"
- Светлана Кормашова — перевод на русский язык
- Ирина Морозова — режиссер
- Татьяна Борисова — звукооператор
- Светлана Ширина — инженер звукозаписи

Роли озвучивали:
- Марина Левтова — Эмма Пил
- Дмитрий Матвеев — Джон Стид, титры и надписи
- Игорь Тарадайкин — Макс Прендергаст
- Александр Рыжков — странный человек

## Радиопередача
Этот эпизод под одноименным названием был адаптирован для радио в Южной Африке и транслировался в 1972 году. Эпизод был разбит на 6 частей по 15 минут и включал незначительные сюжетные изменения.

## Курсы английского языка для испаноговорящих
В октябре 1972 года испанский экспериментальный центр лингвистической методологии и институт языков Practiphone (прежде только клуб языков) выпустил данный эпизод в качестве набора по обучению английского языка для испаноговорящего населения Мадрида и его окружающих территорий. Всего было выпущено 12 эпизодов сериала в комплекте "брошюра/аудиокассета", где брошюра представляла собой "диалоговые листы", а аудиокассета – "нарезку" эпизода.